# マッカーサーアコンチ
マッカーサーアコンチは、2001年に大阪で結成された日本のロックバンドである。

## 現メンバー
- アチャコ プリーズ (アチャコ) - ヴォーカル
- ペペ (阿部) - ギター/コーラス
- アングリーアイ - トロンボーン/ヴォーカル/キーボード
- 吉田義男85' - ギター
- こまるあかね - ベース
- KtR - ドラム

## 来歴
- 2001年
秋 - 昨今のロックのスポーツ化に警鐘を鳴らすべく、アチャコがアングリーアイ、ペペにらに声をかけ結成[2]。
- 2002年
12月 - コンピレーションCD「Love Sofa」にASP /BAGDAD CAFE the trench town/韻シスト/スカポンタス/cutman boo-che等とともに参加。(収録曲「スイミー」)
- 2003年
11月 - 活動休止宣言。
- 2004年
2月 - 新メンバーが加わり活動再開。
6月 - 『微とびとビ』発表。
- 2006年
3月 - ニューヨークツアーを敢行。
9月 - 『INITIAL INITIAL』発表。
10月 - 再度ニューヨークツアーを敢行。
- 2008年
NHK(ベース)脱退後、ペペがシンセベースでベースパートを兼用するが、ペペがギターに転向後はアングリーアイがシンセベース/キーボードを兼用する様になる。
- 2009年
6月 - 『FUCK ART LET'S DANCE』発表。
- 2010年
サポート・ドラムとして参加していたKtRが正式加入。吉田義男85'加入。
12月 - 『感受性ドン』発表。
- 2012年
こまるあかね加入。
- 2014年
8月 - 公式ウェブサイトにて、8月をもって、無期限の活動休止をする事を発表。
- 2015年
6月 - 8月28日(金)UMEDA CLUB QUATTROでのワンダフルボーイズ主催「THIS IS PARTY!!!」にて活動再開する事、ペペ(g)、吉田吉男'85(g)、小丸茜(b)は脱退し、今後は、アチャコプリーズ　アングリーアイ　ＫtＲに新メンバーを加え活動する事がアナウンスされる。

## メンバーと担当楽器

### 第1期 2001年〜2003年
- アチャコ グッドマン (アチャコ)：ヴォーカル
- 阿部ロールスロイス (阿部)：キーボード
- アングリーアイ：トロンボーン
- グリコ森永 (東純也)：サックス
- 御堂筋わたる：ギター
- 臨場感たもつ：ベース
- 歩道・橋：ドラム

### 第2期 2004年〜2005年
- アチャコ グッドマン (アチャコ)：ヴォーカル
- 阿部ロールスロイス (阿部)：キーボード
- アングリーアイ：トロンボーン
- 純也 Break Beats (東純也)：サックス
- キテレツエレキ：ギター
- 中井 Hong Kong：ベース
- 王さん：ドラム

+
- アズカタルーパ伊藤：コーラス(「微とびとビ」)
- 奇妙礼太郎：コーラス(「微とびとビ」)

「微とびとビ」録音。

### 第3期 2005年〜2006年
- アチャの滝 (アチャコ)：ヴォーカル
- 阿部ロールスロイス (阿部)：キーボード
- アングリーアイ：トロンボーン/ヴォーカル
- 西田ベルボーイ：トロンボーン/ヴォーカル
- キテレツエレキ：ギター
- NHK(狂育テレビ)：ベース
- セゲ de GARCONS：ドラム

+
- Non：コーラス(「INITIAL INITIAL」)
- 元ちゃん：サックス(「INITIAL INITIAL」)
- キイリョウタ：ボンゴ(「INITIAL INITIAL」)
- つじツマヲ：トランペット(「INITIAL INITIAL」)

「INITIAL INITIAL」録音。

### 第4期 2006年〜2008年
- Vハマモト(アチャコ)：ヴォーカル
- 阿部ロールスロイス(阿部)：キーボード/シンセベース
- アングリーアイ：トロンボーン/ヴォーカル
- 西田ベルボーイ：トロンボーン/ヴォーカル
- キテレツエレキ：ギター
- セゲ de GARCONS：ドラム

### 第5期 2008年〜2009年
- Vハマモト (アチャコ)：ヴォーカル
- 阿部ロールスロイス (阿部)：キーボード/ギター/シンセベース
- アングリーアイ：トロンボーン/ヴォーカル/シンセベース
- キテレツエレキ：ギター
- セゲ de GARCONS：ドラム

### 第6期 2009年〜2010年
- アチャコ マイノリティ(アチャコ)：ヴォーカル
- 阿部ロールスロイス(阿部)：ギター/シンセベース
- アングリーアイ：トロンボーン/ヴォーカル/シンセベース

+
- 宮本章太郎：ギター(ライブでサポート)
- KTR(海岸に辿り着いたロマンチスト)：ドラム(ライブでサポート)

「FUCK ART LET'S DANCE」録音。

### 第7期 2010年〜2012年
- アチャコ マイノリティ(アチャコ)：ヴォーカル
- 阿部ロールスロイス(阿部)：ギター/シンセベース
- アングリーアイ：トロンボーン/ヴォーカル/シンセベース
- 吉田吉男85'：ギター
- KTR(海岸に辿り着いたロマンチスト)：ドラム

「感受性ドン」録音。

### 第8期 2012年〜2014年6月
- アチャコ プリーズ(アチャコ)：ヴォーカル
- ペペ(阿部)：ギター/コーラス
- アングリーアイ：トロンボーン/ヴォーカル/キーボード(2013年11月より産休)
- 吉田吉男85'：ギター
- こまるあかね：ベース
- KtR：ドラム

## ディスコグラフィー

### アルバム
- 『微とびとビ』（2004年6月 第2期）
  1. スイミー
  2. 黄昏れ、右回り
  3. ひばりのツイスト
  4. 雨のル・ツーボ

- 『INITIAL INITIAL』（2006年9月 第3期）
  1. PRESSURE HIIII!
  2. WAKE UP STAND UP
  3. エレボッサ
  4. 脱ナ論ン
  5. 3月75日
  6. LUCY BLACKMAN
  7. WAKE UP STAND UP /ADDICT MIX feat. ナイス橋本

- 『FUCK ART LET'S DANCE』（2009年6月 第6期）
  1. NINJA ACTION'77
  2. TOGENKYO STATION
  3. NEWYORK NO NEWYORK
  4. ICHIRO SUZUKI

- 『感受性ドン』（2010年12月 第7期）
  1. 感受性ドン
  2. KI MO NO
  3. 天 TEN
  4. O.MO.RO.I
  5. ドタマカチワルゾ
  6. NEWYORK NO NEWYORK
  7. POPO
  8. NINJA '77
  9. ICHIRO SUZUKI
  10. I LOVE YOU

### シングル
- 『POPO』（2007年8月 第4期）
  1. メタボリック Djs
  2. POPO
  3. KI MO NO

- 『NY NY ep (vinyl)』（2011年1月 第7期）
  1. NEWYORK NO NEWYORK
  2. NINJA ACTION'77

### 配信限定シングル
| 発売日        | タイトル       | レーベル |
| ------------- | -------------- | -------- |
| 2023年6月10日 | DON DON        | PAX REC  |
| 2023年6月10日 | ゴリラと踊ろう | PAX REC  |

### 参加作品
- 『Love Sofa』（2002年12月 第1期）

4曲目「スイミー」で参加。(「微とびとビ」収録曲とは別バージョン)
- モーモールルギャバンのライブDVD『Live at Zepp Tokyo 2012.6.22:エンペラー』（2012年10月3日）

KtR、吉田義男85'、こまるあかねがコーラスとして参加している。
- 『Love sofa compilation 3』（2013年9月 第7期）

3曲目「感受性ドン」で参加。